# Psychasthenie
De term psychasthenie (letterlijk: zielszwakte) is historisch gezien vooral verbonden van het werk van de Franse psychiater Pierre Janet, die de neurosen in twee soorten indeelde: psychasthenie en hysterie. Volgens Janet was de hysterie in wezen een vernauwing van het bewustzijn, en psychasthenie een stoornis in fonction du reél (realiteitszin). Met het laatste bedoelde hij een onvermogen of zwakte in het richten van de aandacht en synthese van de wisselende ervaringen; iets dat in de moderne psychologie wellicht executieve functies wordt genoemd. Carl Jung associeerde later hysterie en psychasthenie met de karaktertrekken extraverte en introverte persoonlijkheid.
De term psychasthenie werd ook door de Duitse psychiater Karl Jaspers gebruikt. In navolging van Janet omschreef Jaspers psychasthenie als een verzameling van fenomenen onderling verbonden door het theoretisch concept van ‘vermindering van psychische energie’. De psychasthenicus is volgens Jaspers gekenmerkt door een gebrek aan zelfvertrouwen, teruggetrokken gedrag, dwanggedachten, ongegronde angsten, besluiteloosheid en sterke zelfcontrole. Dit gaat samen met dagdromerij en gebrek aan stabiliteit in de persoonlijkheid. Karl Jaspers onderscheidde naast psychasthenie ook de trek neurasthenie. Neurasthenie (letterlijk: 'zenuwzwakte') werd door hem omschreven als extreme prikkelbaarheid, overgevoeligheid voor prikkels en pijn, en een gevoel van chronische vermoeidheid.
De term psychasthenie wordt tegenwoordig niet meer gebruikt in de psychiatrische diagnostiek, hoewel hij wél verbonden is met de subschalen van vragenlijsten als de MMPI-I en MMPI-II (subschaal 7). Volgens subschaal 7 komt psychasthenie overeen met de obsessieve-compulsieve stoornis
In de persoonlijkstheorie van Hans Eysenck komt ten slotte de eigenschap psychasthenie overeen met de trek hoog neuroticisme. In combinatie met sterke introversie predisponeert dit tot het dwangmatig (obsessief-compulsief) gedrag, in combinatie met hoge extraversie tot hysterisch gedrag.